# スリジーン

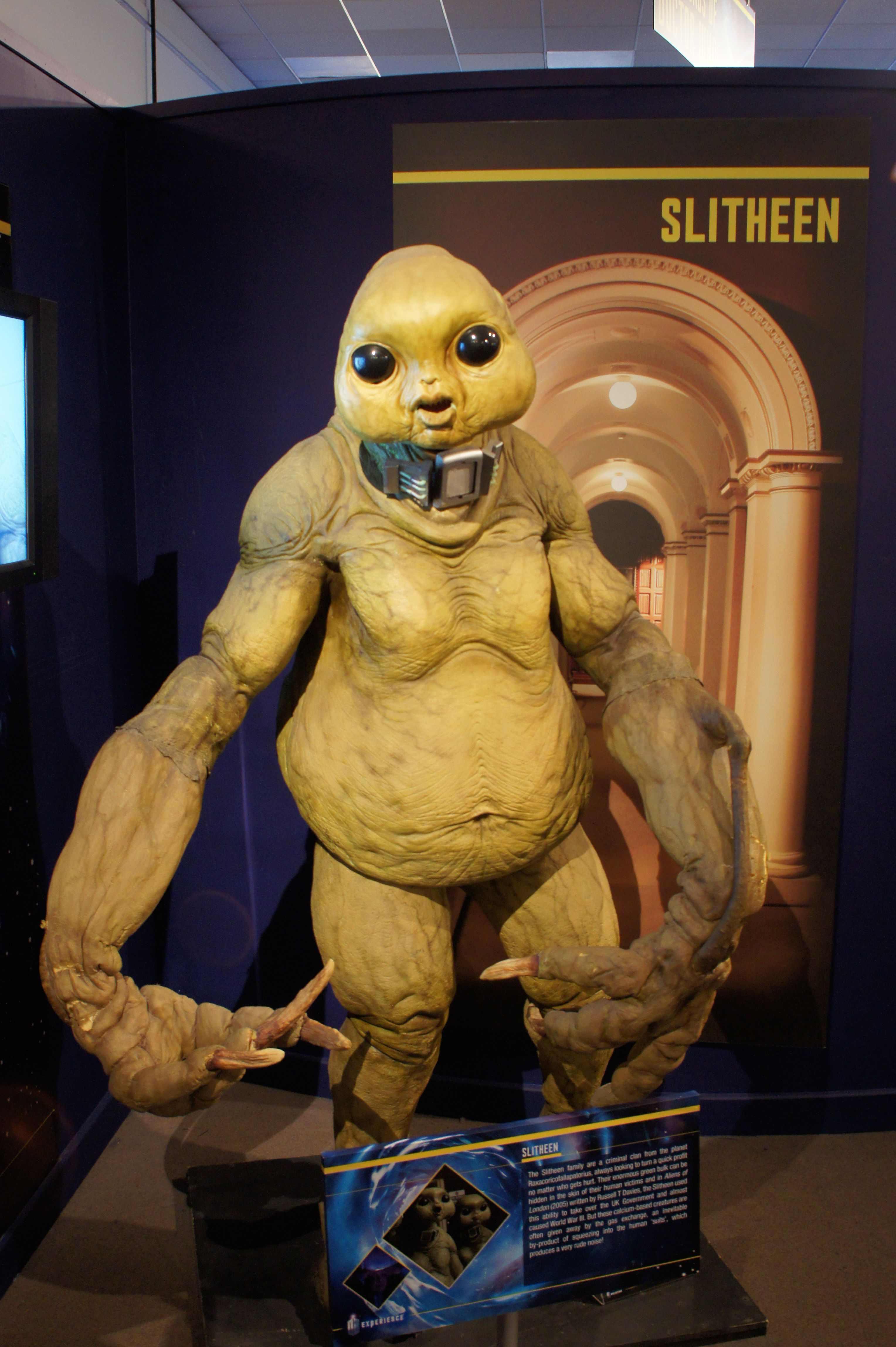
スリジーン

スリジーン（英: Slitheen）は、イギリスのSFテレビドラマ『ドクター・フー』とそのスピンオフ "The Sarah Jane Adventures" に登場する地球外生命体の一家。スリジーンという名称はマフィアの苗字であり、種族の名はラキシコリコファラパトリアス星人。ただし劇中でもスリジーン星人と誤って呼称されることがある。
ラキシコリコファラパトリアス星の出身であり、肉体はカルシウムをベースに構築され、卵生である。幼少期から殺しの技を習得させられており、ラキシコリコファラパトリアス星では上告の機会も与えられずに死刑宣告を受けている。
『ドクター・フー』のシリーズ1『UFOロンドンに墜落』で初登場を果たした。

## 特徴
成人は身長2メートル40センチに達する。目に白目の領域は見えず、瞬膜に似た保護機構が存在する。発達した嗅覚を持ち、加齢臭などから獲物の年齢を推測する、瓶に密閉された液体の正体を探る、アドレナリンを嗅いで精神状態を推察するといった芸当をこなす。女性のラキシコリコファラパトリアス星人は体内で毒を合成することができ、毒の息を吐く、指先から毒針を形成して飛ばすといった行動が可能。表皮は通常緑色であるが、オレンジ色の体表を持つグループもいる。

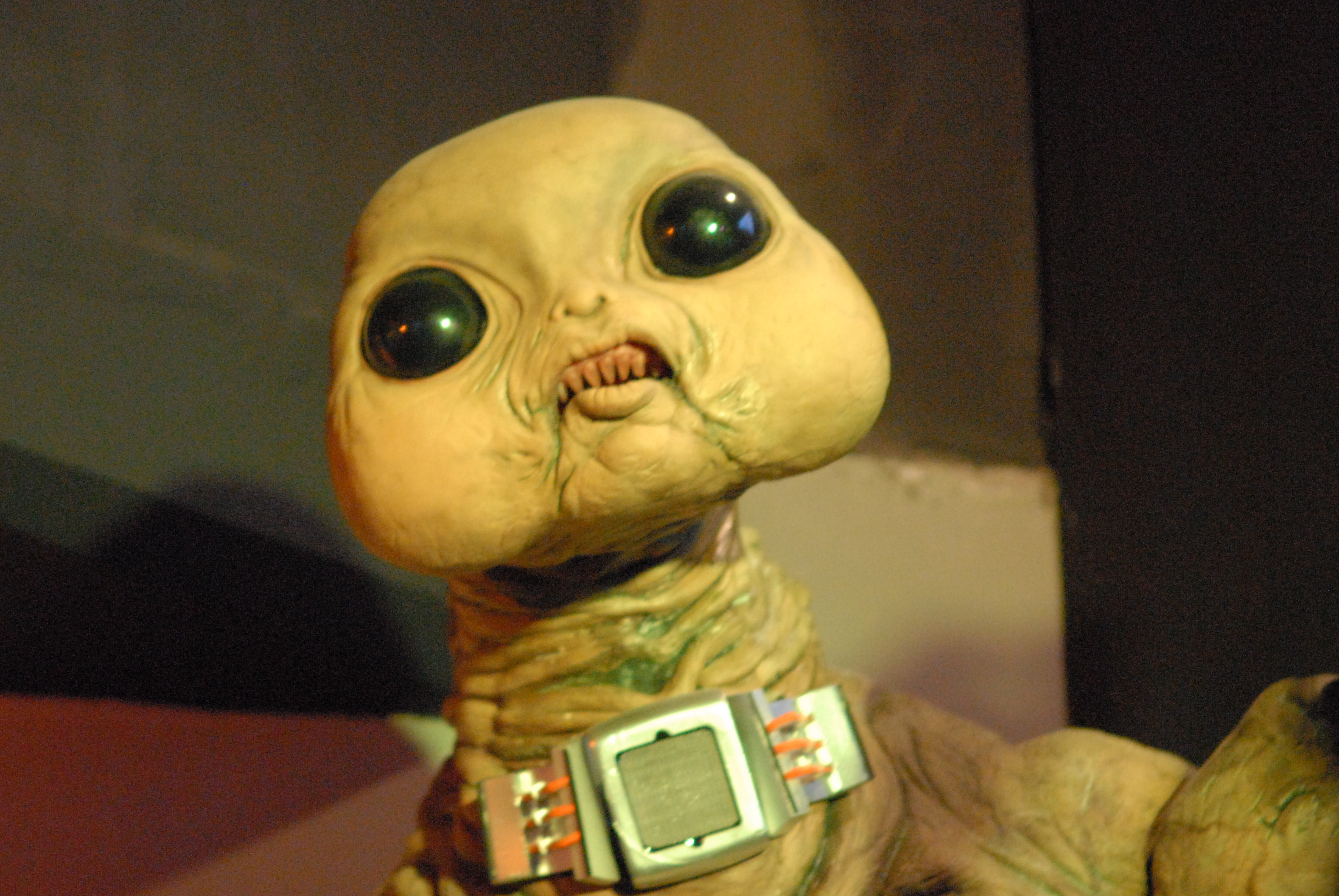
顔と圧縮装置

スリジーンはハンティングを好み、肥満傾向にある人間を殺害して皮を奪い、それを身に纏って人間に化けて行動する。当然そのままの体格では人間の皮に入らないため、首に装着した圧縮装置で肉体を圧縮している。無理矢理圧縮しているためカルシウムにダメージが入っており、その腐敗ガスが放屁として放出される。ただし、肥満体型の人間しか皮として利用できない、腐敗ガスが放出されてしまうといった技術的な問題点は、いずれも "The Sarah Jane Adventures" のシリーズ1 The Lost Boy までに解決されている。

### ガス交換
スリジーンはスキンスーツを身に纏っている際に音を立てて放屁しており、これをガス交換と呼称している。これは過食に起因するものである。The Gift でサラ・ジェーン・スミスとギャングは、スリジーンの食料であるラキシコリコファラパトリアス星の土着植物ラックウィードを破壊した。ラックウィードは腹部の糞を分解する効果があり、ミスター・スミスが屋根裏で音波を発して彼らを放屁させると、腹部が運動を開始して破裂しオレンジ色の臓物を撒き散らした。これは放屁のし過ぎによる死であるとクライデは説明した。これはラックウィードの持つ音波がミスター・スミスの作った音波に妨害されたためで、ミスター・スミスはその音を発するために全てのデバイスを接続していた。 

### 脆弱性
ラキシコリコファラパトリアス星人は酢酸に弱く、肉体が酢酸と爆発的に反応するため、酢などにアレルギー的な反応を示す。ラキシコリコファラパトリアス星人の処刑法の1つに、熱して沸騰させた希酢酸の大釜に受刑者を落とすというものがある。この処刑では酢酸により皮膚が溶解し、内臓が液に溶けてスープと化すのを生きたまま感じ、激痛を抱えて死を迎える。『宇宙大戦争の危機』では、1体のスリジーンが感電した際、その影響が都市を越えて他のスリジーンにまで及んでいる。

## 活動

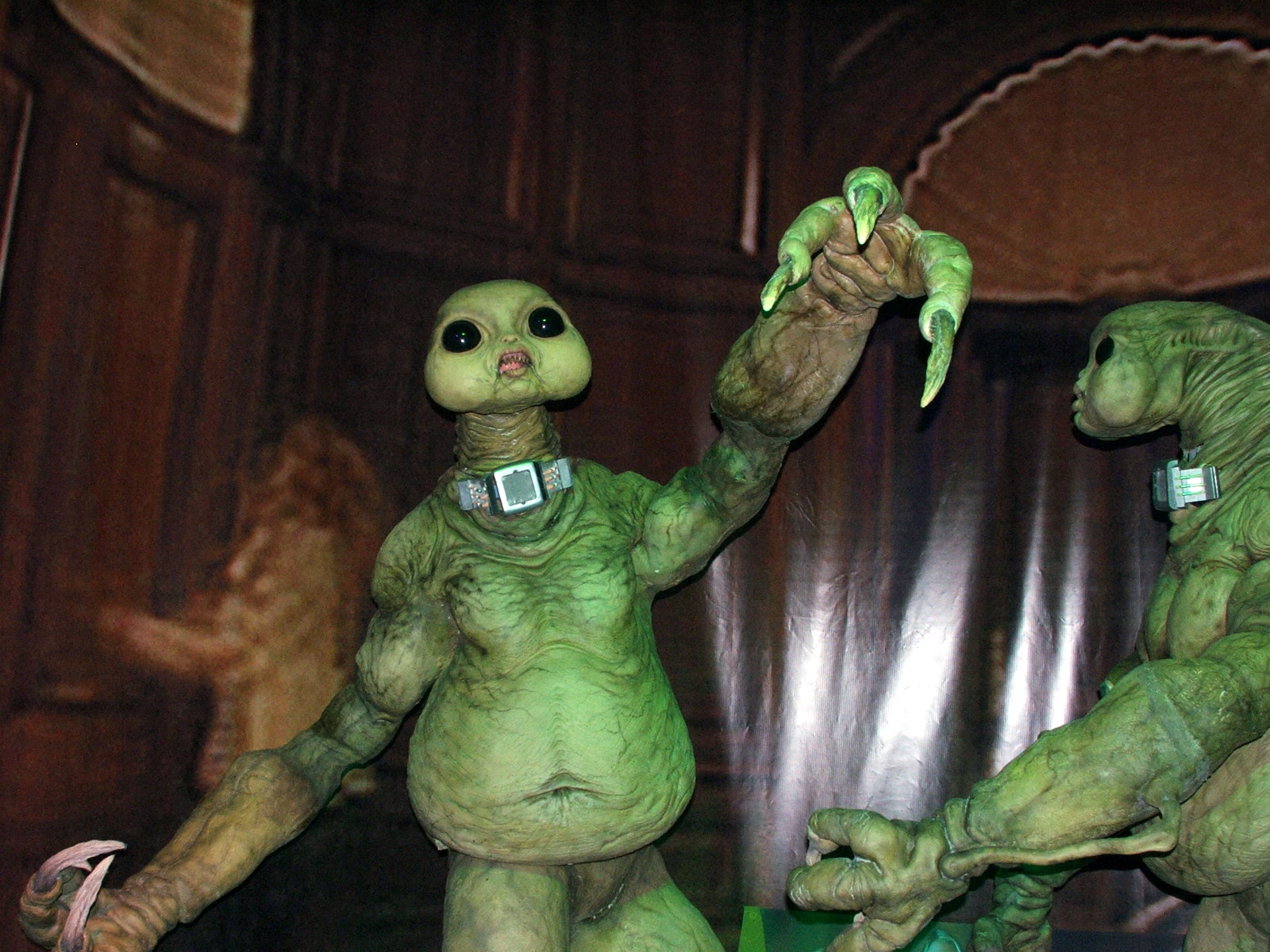
首相官邸を背景にしたスリジーン

『UFOロンドンに墜落』で初登場した際、スリジーン一家のパッサミーア・デイ派閥がイギリスに何度か来訪し、イギリス社会に侵入してコミュニティのリーダーや軍人、中堅政治家や政府公人に成り代わっていた。目的は第三次世界大戦を起こして地球を核兵器で融けた金屑とし、宇宙船の資源として売りさばくことだった。彼らビッグ・ベンに宇宙船を衝突させて事故を演出し、地球外生命体の専門家をロンドンに収集した。
世界がパニックに陥る中、ジョクラッサ・フェル・フォッチ・パッサミーア・デイ・スリジーンはイギリスの首相として振る舞い、イギリス上空に地球外生命体の大量破壊兵器があると嘘をついて国際連合から核コードを解放させた。スリジーンが核の発射コードを手にする前に9代目ドクターがハープーンをダウニング街10番地に直撃させ、脱出を果たした一人を除いてスリジーン一家を皆殺しにして計画を頓挫させた。
MI5のマーガレット・ブレインの皮を被ったブロン・フェル・フォッチ・パッサミーア・デイ・スリジーンはミサイルの直撃を回避して生き延び、『悲しきスリジーン』に再登場した。半年をかけて彼女はカーディフの市長に就任し、新設する原子力発電所をメルトダウンさせてカーディフの裂け目を開き、地球を吹き飛ばして逃亡しようとしていた。彼女は9代目ドクターと彼のコンパニオンを追い詰めたものの、ターディスの心臓部を覗いたため卵に戻されることとなった。ドクターは卵をラキシコリコファラパトリアス星の里親に託しに行き、彼女に新たな人生を歩むチャンスを与えた。
『宇宙大戦争の危機』から数年後にあたる Revenge of the Slitheen では、パッサミーア・デイ派の死の報復として、スリジーン一家のもう1つのグループが企業に潜入し、太陽を消滅させて地球のエネルギーを絶やして滅ぼそうとした。ジュドゥーンがスリジーン一家の排除に動き始め、多数の家族がジュドゥーンと対立して動いていることが言及された。 ブラザリーン一家とホストラジーン一家はラキシコリコファラパトリアス星の上層部（評議会）の一部として言及された。グラン司令官がマリア・ジャクソンに殺害された後、ルーク・スミスがスリジーンを罠に嵌めて機械をリセットさせ爆破させた。残っていた2人のスリジーンが死亡し、最初に登場した子どものスリジーンであるクロストは生存した。
スリジーンは The Lost Boy で新たな圧縮技術とともに再登場した。ダックスとブルームという2人のスリジーンがルークのパートナーのジェイとヘイディ・スタフォードのフリをし、彼らは家族の復讐に燃える Revenge of the Slitheen のクロストの指揮下で動いていた。背の低いもう1人のスリジーンが2009年の From Raxacoricofallapatorius with Love で登場し、銀河の貿易官に見せかけてサラ・ジェーンのロボット犬K9を盗もうと画策した。
スリジーンはスティーヴン・コールが執筆した New Series Adventures の小説 The Monsters Inside に登場した。9代目ドクターとローズが2501年の司法システムに逮捕された際、ドクターがドラム・フェル・フォッチ・ハッペン・バー・スリジーンおよびエクトスカ・フェル・フォッチ・ハッペン・バー・スリジーンと細胞を共有した。地球の事件の後にスリジーンの一家の残党は破産して歴史学者になったと彼らの口から語られた。スリジーンはビジネスを諦めず、ブラザリーン一家との抗争関係にあった。ドクターとローズがブラザリーンのシステム占拠を阻んだとき、スリジーンは自身が再びラキシコリコファラパトリアス星人の利益を牛耳ることができると歓喜した。ブラザリーンは"The Sarah Jane Adventures" のエピソード Revenge of the Slitheen でも言及された。
The Sarah Jane Adventures のシリーズ3のフィナーレ The Gift でスリジーンとブラザリーンのペアが登場した。彼らは二家族間で婚姻関係を結び、依存性の高い野菜として用いられるラキシコリコファラパトリアス星の植物ラクウィードを用いて地球を支配しようとした。

### カメオ出演
『ダーレク 孤独な魂』では、ラキシコリコファラパトリアス星人の腕が2012年のヘンリー・ヴァン・スタテンのエイリアン博物館に展示されている。
『クリスマスの侵略者』では、ドクターとの旅から選んだフレーズを継ぎ接ぎしてのものではあったが、ラキシコリコファラパトリアスのスリジーン議会がローズの口から言及されている。スリジーン一家の1人はミニエピソード Attack of the Graske でグラスクに捕獲されている。2005年の Children in Need でのミニエピソードにて、10代目へ再生したばかりのドクターにローズは彼がスリジーンではないかと疑うシーンがあり、『消えた花嫁』でそれを反映してドクターがスリジーンとそのスキンスーツに言及している。
シリーズ2『エルトン君の大冒険』でスリジーンに姿が似たスイコロリン（英: Abzorbaloff）というエイリアンが登場し、ラキシコリコファラパトリアス星の兄弟星であるクロムの出身であると主張した。『UFOロンドンに墜落』に登場するスリジーンの宇宙船も同エピソードでエルトンの回想として確認できる。
スリジーンはマイク・タッカーが執筆した10代目ドクターの小説 The Nightmare of Black Island にわずかに登場しており、ダーレクやネスティーン意識体とともにローズの記憶から生み出されている。同小説でスリジーンはドクターがわずかに言及しており、サインログ (Cynrog) のメンバーに人間のようなスキンスーツを被って隠れるように指示している。後の小説 The Last Dodo では、夢があるかとドクターが問われた際、揺り木馬に載ったスリジーンが自分を追う様子が頭に浮かぶと述べている。
スリジーンは『ヒューマン・ネイチャー』でジョン・スミスの夢日記に登場している。ノートに記された言葉は "it's always for money." であった。
『秘密情報部トーチウッド』のエピソード『リセット』では、おそらく『悲しきスリジーン』と同じである、マーガレット・ブレインとしてブロンがポーズを取っている新聞記事が、マーサ・ジョーンズがトーチウッド3のハブに入る際に確認できる。
『ドクター・フー』の公式webサイトでは Captain Jack's Monster Files と呼ばれるコーナーがあり、ジョン・バロウマンのナレーションでエイリアンの種族に関する情報が紹介されている。スリジーンに焦点を当てたエピソードでは関連する家族への言及がなされた家系図が示されており、兄弟星のクロム星に暮らすスイコロリンの系統を除いていずれも接尾語に -een が付いている。なお、Captain Jack's Monster Files はイギリス以外の国では視聴不可能である。
スリジーンはオーディオブック Wraith World でも言及されており、なぜルーク・スミスとラニ・チャンドラがでっち上げの冒険を読みたがるのか理解できないとクライド・ランガーが言ったとき、スリジーンが彼らと対面している。
スリジーンはシリーズ7『ドクターの時』には直接登場しないものの、トレンザロアの周りに集まっていることがドクターの口から語られている。シリーズ8『時間強盗』では、それまでに登場した悪役と並んで「あらゆる泥棒や悪党」と評価されている。

## 名前
ラキシコリコファラパトリアス星人の名前は一般に長く、ドクターがスリジーンの母星を判断する助けとなった。例を挙げるとブロン・フェル・フォッチ・パッサミーア・デイ・スリジーン、ジョクラッサ・フェル・フォッチ・パッサミーア・デイ・スリジーンなどがある。規模の大きいスリジーン一家の中で複数の派閥に分かれることが名前から示唆されている可能性がある。
『UFOロンドンに墜落』と『宇宙大戦争の危機』で言及された名前
- ブロン・フェル・フォッチ・パッサミーア・デイ・スリジーン
- シップ・フェル・フォッチ・パッサミーア・デイ・スリジーン
- ジョクラッサ・フェル・フォッチ・パッサミーア・デイ・スリジーン

小説 The Monsters Inside で言及された名前
- ドラム・フェル・フォッチ・ハッペン・バー・スリジーン
- エクトスカ・フェル・フォッチ・ハッペン・バー・スリジーン

The Sarah Jane Adventures の Revenge of the Slitheen で言及された名前
- キスト・マグ・セク・ルティヴォン・デイ・スリジーン
- グラン・フェックス・ファイズ・サーラヴァー・スラム・スリジーン
- コースト・ゴッグ・セク・ルティヴォン・デイ・スリジーン

The Sarah Jane Adventures の The Lost Boy
- ダックス・フェックス・ファイズ・スリジーン
- ブローム・ヴァンガ・バート・スリジーン

一家に殺害されスキンスーツとされた人間の一覧
- ジョセフ・グリーン（輸出菓子の砂糖基準監査会議長兼政治家）
- マーガレット・ブレイン（MI5のメンバー）
- オリバー・チャールズ（イギリス首相の連絡役）
- ジェネラル・アスクイス（イギリス軍の長）
- ロンドン中央警察のストリックランド警視正
- テナント・ジェームズ大尉（イギリス空軍）
- エワン・マカリスター（スコットランド議会の代理秘書）
- シルビア・ディラン（北海ボートクラブ会長）
- グレッグ・ブラックマン（パーク・バール校の校長）
- ティム・ジェフェリー（パーク・バール校の理科教師）
- カール（パーク・バール校の生徒）
- マルコ・ゴス
- ジューン・ゴス
- ネイサン・ゴス

## 登場
『ドクター・フー』
- 『UFOロンドンに墜落』/ 『宇宙大戦争の危機』(2005)
- 『悲しきスリジーン』 (2005)
- 『時の終わり』 (2010)

The Sarah Jane Adventures
- Revenge of the Slitheen (2007)
- The Lost Boy (2007)
- The Gift (2009)
- The Nightmare Man (2010)

小説
- The Monsters Inside スティーヴン・コール著
- The Slitheen Excursion サイモン・グエーリアー
- Revenge of the Slitheen ルパート・ライト著、テレビストーリーの小説化

オーディオドラマ
- The Taste of Death（ヘレン・ゴールドウィン、2018)
- Death on the Mile（ドナルド・マクレアリー、2018）
- Sync（リサ・マクマリン、2019）

その他
- Attack of the Graske (2005)
- From Raxacoricofallapatorius with Love (2009)
- Wraith World (2010)